# Zoroastro Gouveia
Foto do arquivo familiar.

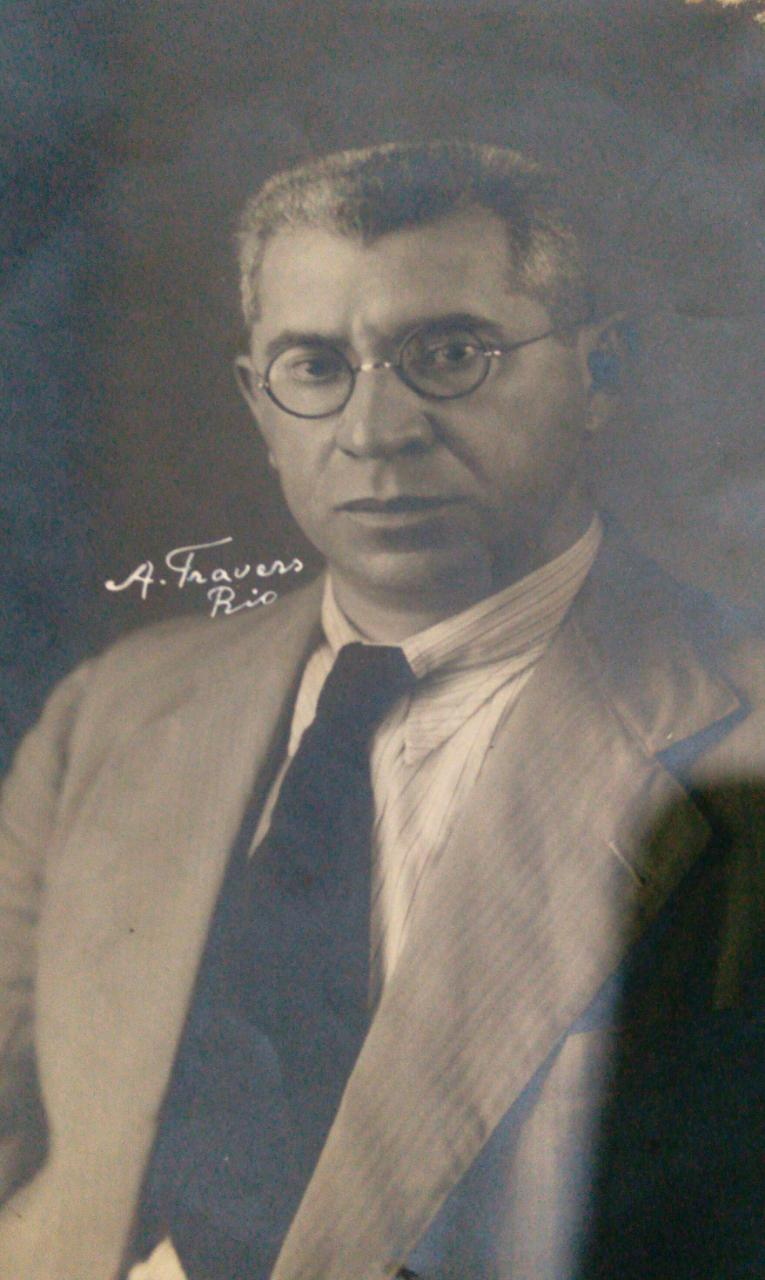
Foto de Zoroastro Gouveia

Zoroastro Gouveia (Campinas, São Paulo, 16 de maio de 1890 — desconhecido) foi um advogado e político brasileiro. 

## Vida
Filho de Filadelfo Gouveia e Eulália Joaquina Gouveia. Começou desde cedo a dedicar-se na atividades políticas. Em 1910, participou da Campanha Civilista, a favor da candidatura de Rui Barbosa à presidência da República em oposição ao candidato marechal Hermes da Fonseca. 
Formou-se em Direito pela Faculdade de Direito de São Paulo, em 1917, passando a exercer advocacia no interior do estado e a escrever para jornais, como a Gazeta Liberal e o Debate. Foi preso por participar da Revolução de 1924, em Jaboticabal. Em 1926, recebeu o convite de Pedro Duarte para filiar-se ao recém-criado Partido Democrático (PD) de São Paulo - uma junção dos que eram contra a supremacia do Partido Republicano Paulista (PRP) nos governos do estado de São Paulo e da República.
Em 24 de janeiro de 1928, elegeu-se na legenda do PD para deputado estadual, atuando na Câmara dos Deputados do Estado de São Paulo de 1928 a 1930.

### Assembleia Constituinte de 1934
Eleito pelo Partido Socialista Brasileiro, exerceu o mandato de deputado federal constituinte por São Paulo em 1934.
Na Assembleia Constituinte, atuou em defesa da manutenção da eleição indireta para a presidência da República. No dia 16 de abril de 1934, protagonizou um debate acalorado com o deputado Raul Bittencourt a respeito da eleição direta para presidente.

## Homenagem
É homenageado com o nome de uma rua na cidade de Marília.